# Sachseln
Sachseln és un municipi del cantó d'Obwalden (Suïssa).